# 斯拉夫內 (扎波羅熱州)
47°45′37″N 35°41′15″E / 47.76028°N 35.68750°E
斯拉夫內（烏克蘭語：Славне）是位於烏克蘭東南部的村莊，由扎波羅熱州扎波羅熱区的科梅舒瓦哈市镇負責管轄。該村面積0.42平方公里，海拔高度112米，2001年人口83，人口密度每平方公里199人。